# Hashimoto Neco
Hashimoto Neco（1984年12月13日 - ）は、アクセサリーデザイナー。
橋の下の猫や、自身のライフスタイルをデザインに踏襲したオノマトペなアクセサリーを制作中。デザイン性だけでなく、肌に優しく、金属アレルギー対策もされている素材にこだわっている。2021年には銀座三越などの百貨店でPOPUP-SHOPを初出店し、リアルクローズなアクセサリー作りを続けている。

## 経歴
明治学院大学出身。
海外単身赴任の父親の影響で海外の文化・音楽・芸術に触れる幼少期を送り、学生時代は都内クラブイベントのPRやダンサーとしての活動、グラフィックデザインなどのアートワークを行う。
2021年に曲線美やゆらゆらデザインが印象的なアクセサリーブランド「ＨＮ」をプロデュース。
2022年のプロジェクトでは、日本のトップDJの一人で音楽家のDJ KENSEIとコラボレーションを行い、アクセサリーのコンセプトである"ゆらゆら"をテーマにした楽曲を提供。